# Roque Barcia
Roque Barcia Martí (Isla Cristina, 4 de octubre de 1821-Madrid, 2 de julio de 1885) fue un escritor y político republicano español perteneciente al Partido Demócrata y luego, durante el Sexenio Democrático, al Partido Republicano Federal. Fue diputado a Cortes en 1869, 1871 y 1873, senador en 1872 y cabecilla del Cantón de Cartagena. No debe ser confundido, como a veces se hace, con su padre Roque Barcia Ferraces de la Cueva.

## Biografía
Nació el 4 de octubre de 1821 en la Real Isla de La Higuerita, después llamada Isla Cristina, pero fue llevado a bautizar a Sevilla, motivo que ha confundido bastante a sus biógrafos sobre su fecha y lugar de nacimiento. Era el cuarto hijo y segundo varón del gallego Roque Barcia Ferraces de la Cueva, funcionario de la administración de rentas y aduanas y escribano y de avanzadas ideas sociales, hidalgo con casa solariega en el lugar de Piñeiro en San Miguel de Cora (La Estrada, Pontevedra), y de su segunda esposa Teresa Martí Duboy, hija del alcalde del cercano pueblo de Redondela, donde llegó a tener hacienda.
Durante su infancia vivió en el arenal de Isla Cristina, frecuentado por los pescadores, y en la localidad onubense de La Redondela, que hoy forma parte del municipio de Isla Cristina. La lectura de Nicolò Donato convirtió al padre de Roque en liberal desde muy joven, al contrario que su hermano mayor y tío de Roque, el médico Juan Ramón (1767-1839), todo un apologista del Altar y el Trono y furioso apostólico, hasta el punto de que llegó a volverse carlista; por el contrario, las nociones de pacto social, de voluntad general y del hombre como individuo libre, autónomo y portador de derechos, fueron siempre familiares al padre de Roque Barcia. En consecuencia, fue durante el Trienio Constitucional (1820-1823) miembro de la sociedad patriótica denominada Confederación de Caballeros Comuneros, y cuando esta se escindió en 1823, se fue con el grupo de disidentes moderados que formó en Madrid la Asamblea constituyente de Comuneros Españoles Constitucionales. Con la restauración absolutista de Fernando VII se desató la persecución antiliberal y en ese mismo año tuvo que partir hacia un breve exilio en Portugal; retomó públicamente su actividad patriótica a partir de 1834, ya fallecido el rey y con él la Década ominosa, poco antes de morir en 1838 y después de haber publicado varios estudios prácticamente regeneracionistas avant la lettre sobre la industria de la pesca y la sal.
A los nueve años Roque recibió la coz de una caballería en la cara que le destrozó la mandíbula inferior derecha y le causó, probablemente, una fractura de cráneo. La irregularidad del contorno de su cara, su hablar algo gangoso y su sordera podrían ser secuelas de este accidente, que, por otra parte, debió de retrasar su educación. Cuando la concluyó, Roque Barcia marchó con su hermano Nicolás a Madrid para estudiar Derecho en 1837, en plena Guerra Carlista, junto a su padre, que falleció al año siguiente. Se retiró a Redondela y continuó sus estudios allí con ayuda del muy ilustrado párroco del lugar, José Miravent, con cuyos sobrinos se casaron sus hermanas. Continuó al fin su carrera de Jurisprudencia en la Universidad de Sevilla, a donde llegó el 24 de octubre de 1842.
Después hizo el habitual grand tour propio de los hijos de buena familia, y viajó algunos años por el extranjero: se halla en 1848 en Montpellier y Liorna, y en 1849 en Roma y en Ferrara; Italia le causó una honda impresión. Asiste a las bibliotecas de Francia e Italia para escribir más tarde El progreso y el cristianismo, obra en la que trabajó un total de diez años. Asimismo trabajó en un Nuevo diccionario de la lengua castellana arreglado según la última edición aumentado con unas veinte mil voces usuales en ciencias, artes y oficios... que publicó en Gerona (1853). Pero fue El progreso y el cristianismo el que provocó su primera emigración a París y más tarde, en 1858, no solamente que se le prohibiera esta obra, sino que muchos miles de ejemplares fueran quemados públicamente. Una suerte similar corrió su Historia de los Estados-Unidos de América, de la cual no han subsistido ni siquiera los ochenta ejemplares que guardó en su casa, registrada por la policía. Vuelto ya a su patria, colaboró en diversos periódicos (La Democracia, El Demócrata Andaluz, entre otros), que le granjearon gran popularidad. Escribió cuatro tomos de viajes y un libro titulado Un paseo por París que fue muy bien recibido. Después dirigió el periódico El Círculo Científico y Literario en Madrid, hasta la revolución de 1854, para la que trabajó propagando las ideas democráticas de las que era un ardiente partidario. También dio a luz por entonces La cuestión pontificia y La verdad social, folletos que fueron también prohibidos. Trabajaba ya en su ambiciosa obra lexicográfica y etimológica. Publicó sucesivas entregas de ella y además La filosofía del alma humana y dos tomos de Sinónimos castellanos como complemento de su Nuevo diccionario. 
Sus nuevas obras de Historia de los Estados-Unidos y Catón político, sufrieron la suerte habitual de los libros políticos de Barcia: fueron prohibidos por el gobierno. El autor, sin embargo, lejos de desalentarse, dio a la estampa Las armonías morales y el nuevo pensamiento de la nación, que sufrió la misma suerte. Barcia escribía obras para educar al pueblo y el gobierno las prohibía para que el pueblo permaneciera siempre en la oscuridad de las ideas de regeneración social. 
Influido por Emilio Castelar, en cuyo periódico La Democracia (1864) fue redactor, marchó a Cádiz ese mismo año y dirigió uno fundado por el anarquista gaditano Fermín Salvoechea y financiado entre otros por el comerciante republicano Manuel Francisco Paúl y Picardo llamado El Demócrata Andaluz que duró cinco meses; sus artículos le valieron la excomunión del obispo de Cádiz, una más entre las muchas que atesoraba. A dicha excomunión replicó con su Teoría del infierno. En Cádiz estuvo sin embargo apenas dos años, porque pasó a Isla Cristina –su casa se conserva todavía en La Redondela— desde donde, tras los graves acontecimientos del golpe de Estado de 1866, cuando su casa fue allanada cuatro veces, se le había dictado auto de prisión y busca y captura y se habían practicado varios registros, optó por exiliarse a Portugal donde, tras dos periodos de detención, presidió la Junta de Exiliados Españoles; allí rechazó varias aproximaciones del duque de Montpensier. Participó activamente en los preparativos de la “Gloriosa” redactando documentos y proclamas. La idea revolucionaria de septiembre de 1868 estaba germinando no sólo en Barcelona, sino también en Andalucía y particularmente en Cádiz, donde el fourierismo de Joaquín de Abreu y Orta y los sucesos de la Mano Negra que refirió como cronista el propio Leopoldo Alas “Clarín”, pasando por la aventura internacionalista y figuras como Fermín Salvochea habían agitado el ambiente. Barcia fue halagado nada menos que con dieciséis ofertas de candidatura para las elecciones a Cortes (Alcoy, Alicante, Badajoz, Béjar, Burgos, Écija, Montilla, Granada, Málaga, Cádiz, Jerez, Ronda, Villanueva y Geltrú, la Mancha, Huelva y Soria). Fue nombrado después diputado por Badajoz. El proyecto de Constitución no le satisfizo. 

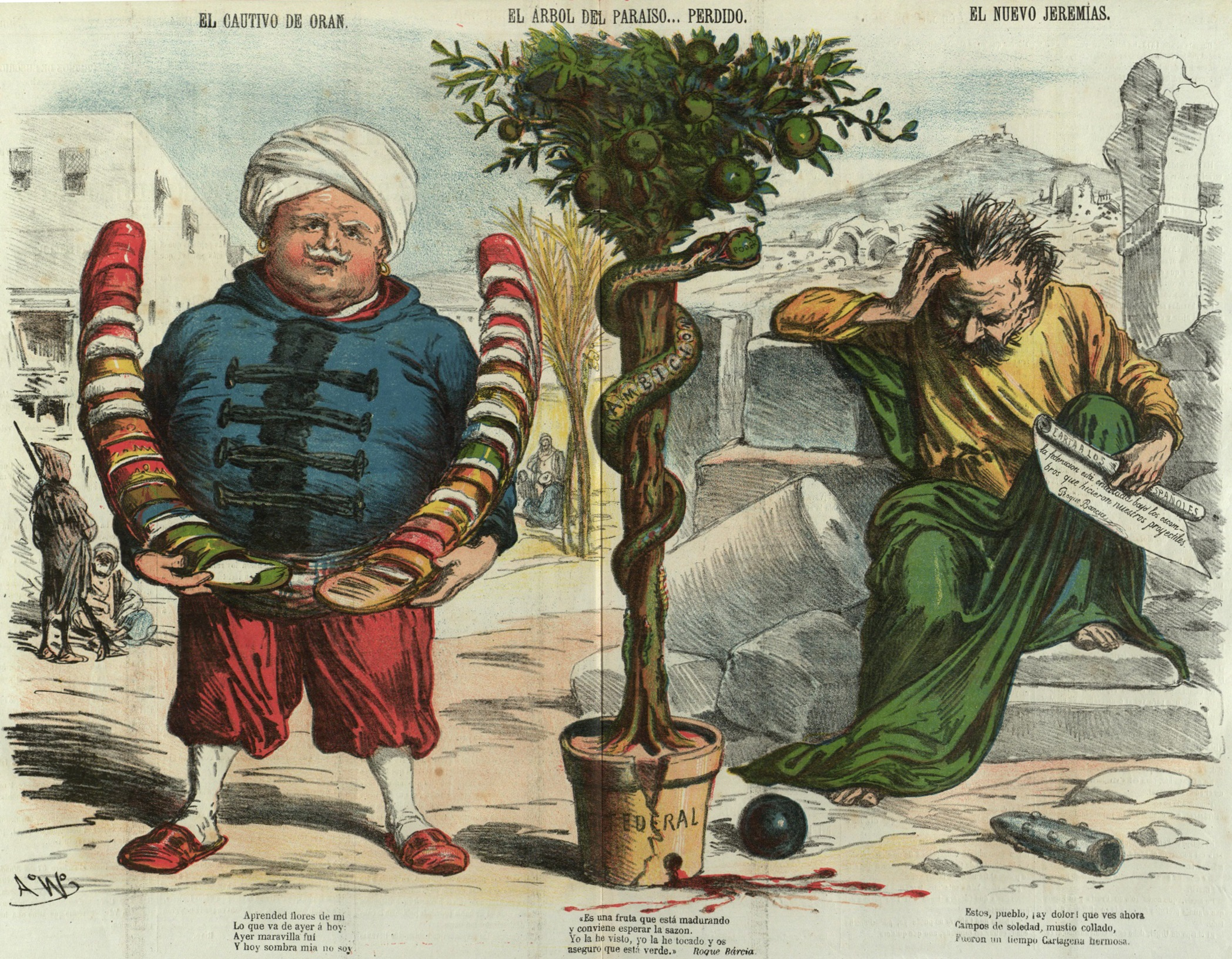
Caricatura de Tomás Padró Pedret para la revista El Lío (agosto de 1874), en la que se muestra el devenir de los federales «intransigentes» Juan Contreras y Roque Barcia tras la insurrección cantonal, junto al proyecto de Constitución de 1873 caracterizado como el árbol del paraíso: así, aparecen Contreras vendiendo babuchas en su exilio en la Argelia francesa; Barcia como «el nuevo Jeremías» sobre las ruinas del Parque de Artillería de Cartagena, atacando ahora con su pluma al movimiento cantonalista que tanto había defendido; y por último, el árbol federal, herido de muerte por una bala.

Tras su actuación en el movimiento que acaba echando de España a los Borbones, Barcia reapareció en Madrid, en plena Junta Central Revolucionaria, junto a Cristino Martos, y brujulea al parecer en el entorno de Francisco Pi y Margall en busca de una embajada que jamás conseguirá. Se negó a firmar el acuerdo que revistió del poder supremo al regente y tras asistir a dos sesiones y ver que los acuerdos de la Junta no estaban en armonía con sus ideas, decidió abandonar la Junta. Poco después fue encarcelado en la famosa prisión madrileña de El Saladero, tras ser implicado –con seguridad sin fundamento— en el magnicidio que acabó con la vida del general Prim, acusación que provocará una ardua y altisonante campaña escrita por parte de Barcia que se defendió con la natural indignación a través del periódico La Igualdad del que era redactor en ese momento. Actuó en el movimiento cantonalista, cuyos hilos contribuyó a mover de modo decisivo, y llegó a ejercer de jefe del Cantón de Cartagena (véase la novela de Ramón J. Sender Mr. Witt en el cantón).
Cuando cayó el Cantón de Cartagena el 12 de enero de 1874, último reducto de la rebelión cantonal, no huyó en la fragata Numancia junto con el resto de integrantes de la "Junta de Salvación Pública" que pusieron rumbo a Orán. Sin embargo sólo cuatro días después de la capitulación de Cartagena, publicó un documento en los periódicos en el que condenaba la rebelión cantonal, a pesar de haber sido él uno de sus principales dirigentes e impulsores. En el escrito exculpatorio expuso una serie de falsedades como la de que "estaba en Cartagena porque no me dejaban salir" y de que había sido "un prisionero, más de los sitiados que de los sitiadores". Y a continuación descalificaba el movimiento cantonal y a sus dirigentes:

Todos mis compañeros son muy santos, muy justos, muy héroes, pero no sirven para el gobierno de una aldea. [...] Republicanos federales: no nos empeñemos, por ahora en plantear el federalismo. Es una idea que está en ciernes. [...] Sin abjurar de mis ideas, siendo lo que siempre fui, reconozco al Gobierno actual y estaré con él en la lucha contra el absolutismo.

Los dos artículos se publican a partir del 21 de enero en varios periódicos, pero están fechados 16 y 17 de enero, renegando de la junta de Cartagena y abogando por el restablecimiento del orden y la paz. El 18 de enero escribirá un tercer artículo exculpándose del reparto de fondos, el 19 escribirá un cuarto artículo exculpatorio,apareciendo un manifiesto posteriormente fechado el 14 de enero
Según José Barón Fernández, después de escribir esto, "Roque Barcia quedó desacreditado para siempre como político" y "se convirtió en lo que en lenguaje corriente llamamos un demagogo".
Vivió varios años en el exilio en Francia dedicado a la literatura y retirado definitivamente de la política, tras la Restauración, y volvió a España.

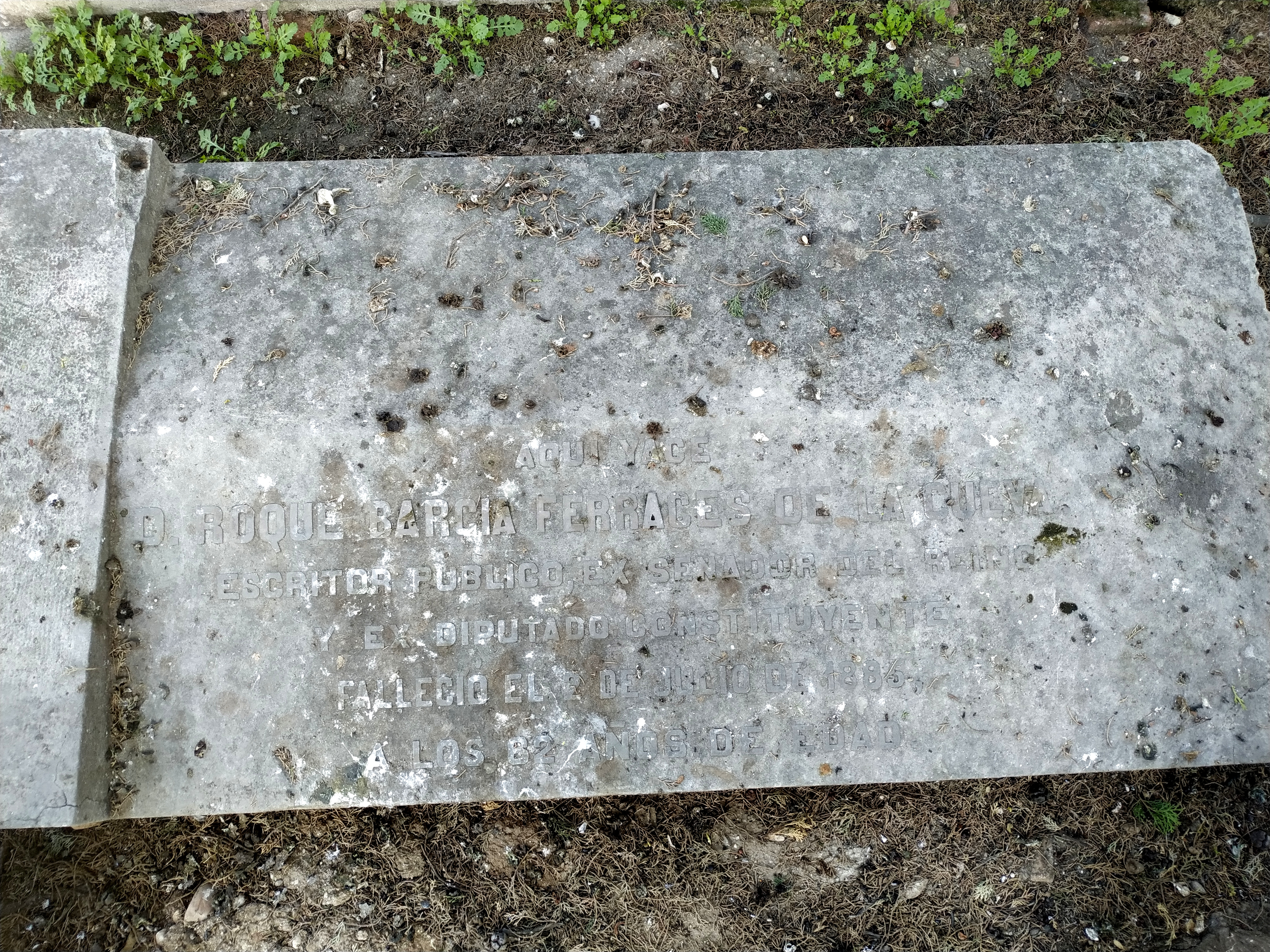
Tumba de Roque Barcia en Madrid con la fecha de su fallecimiento pero con el apellido de su padre.

Falleció el 2 de julio de 1885 en Madrid y fue enterrado en la sacramental de San Lorenzo y San José.
Su biógrafa Ester García, al margen de su gran obra como lexicógrafo, valoró su personalidad política de la siguiente manera:

La notable aceptación de su personalidad pública como evangelista del pueblo contrasta con su nula capacidad para adaptar su perfil de profeta social a los espacios de realización -y negociación- política. Esto es algo que se advierte claramente en su problemática relación con la política parlamentaria, pero también en la incomodidad que causaba su carácter extravagante entre las élites del partido".

## Obras y pensamiento
Barcia fue también etimólogo, autor del primer (no exento de alguna excentricidad propia de la dificultad de la tarea) Diccionario General Etimológico de la Lengua Española en cinco volúmenes, así como de un pionero Diccionario de Sinónimos casi tan divulgado como su Catón Político en 1864. Como literato, su obra, consistente en algunos dramas y novelas inspirados en Víctor Hugo y Vittorio Alfieri, se considera mediocre. Se afirma que Barcia recibió durante su vida unas sesenta excomuniones, casi tantas como José Nakens o Fernando Lozano Montes. En efecto, sus caudalosas lecturas, resumidas en un sincretismo grecooriental y un hegelianismo de impronta krausista, mereció reiteradas veces la condena de la jerarquía eclesiástica, que mandó retirar algunos libros, y la acerba crítica del canónigo integrista Vicente Manterola y del célebre apologista doctor Francisco Mateos Gago.
En cuanto a su pensamiento, era indudable su panteísmo: «El pensamiento de Dios se encarnó en el misterio del universo, en la generación de todos los seres, en la armonía de esa naturaleza que nos asombra». Y en otro lugar: «Dios no es otra cosa que la razón universal, la palabra sublime que se formula en los labios de la gran armonía, así en las flores del campo como en las estrellas de la noche». Dos son los grandes conceptos en que simultáneamente culminó su pensamiento filosófico y arrancó su acción política: el progreso indefinido de la humanidad y la libertad del individuo, y sobre ambos la fe, una fe inmensa y desbordante de sí misma, capaz de rozar el infinito y sin que tenga por qué dar razón de sí: «Hay que tener fe, una fe inagotable, poderosa, invencible; una fe absoluta en el porvenir de la humanidad, aunque no veamos ese porvenir y esa fe». A su sombra el progreso está garantizado, porque para Barcia la unidad de las ideas se funda en la unidad de la esencia; los seres son modificación del ser y las ideas expresiones parciales de la idea, con lo cual la estructuración de la ciencia y la omnímoda presencia del conocer están aseguradas; asimismo, la libertad individual es necesaria para la integración en el todo y la participación en la humanidad, contrapunto divino del Dios infinito.
Consecuente con este ideario rechazó las estructuras político-sociales a la sazón vigentes, combatiendo la monarquía, la propiedad y el catolicismo, por considerarlos nefastos para el porvenir de España, más sin declararse ateo, adoptando más bien en lo religioso una posición que Menéndez Pelayo ha calificado de un cierto protestantismo liberal.

No quiero la razón helada de Lutero ni de Calvino... Yo, hijo de Jesucristo, hijo de su Cruz y de su palabra; yo, Jesucristo como creencia y como historia, quiero que la religión que yo adoro abra un juicio a los que se llaman doctores suyos y que sean medidos de los pies a la cabeza por el sentimiento cristiano
Barcia (1855)

## Obras

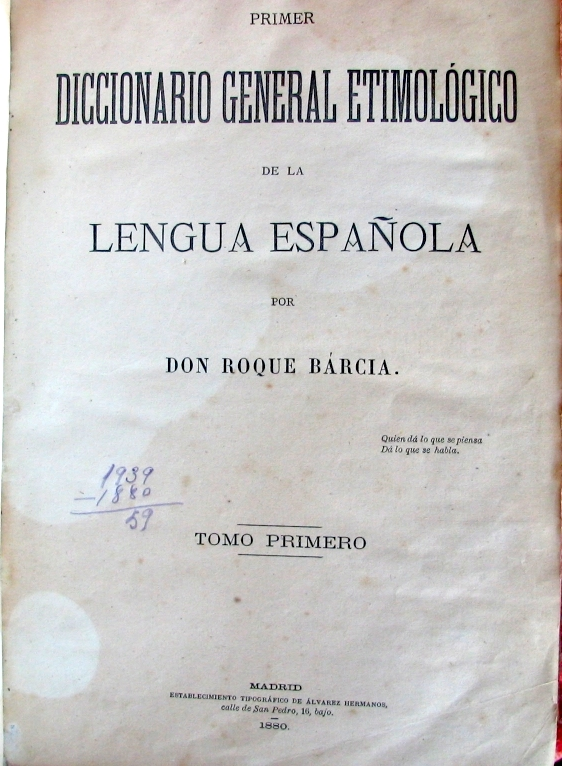
Portada del Primer diccionario general etimológico.

- España manifiesta los males que le afectan y propone los medios más expeditos y eficaces para obtener su cura radical. Madrid: Oficina de D. Julian Viana Razola. 1836.
- Nuevo diccionario de la lengua castellana arreglado según la última edición aumentado con unas veinte mil voces usuales en ciencias, artes y oficios... Gerona: Imprenta de Grases. 1853.
- La verdad y la burla social. Madrid: Tomás Núñez Amor. 1855a.
- Cuestión pontificia. 1855b.
- Catón político. 1856.
- Filosofía del alma humana. Reimpreso en Madrid, 1857. Gerona: Grasses. 1856.
- Cuestión de Italia. Madrid. 1859.
- Cristianismo y progreso. Edición quemada por el gobierno. 1861.
- Juan Pérez. Comedia. Madrid: Imprenta José Rodríguez. 1862.
- Un paseo por París. Retratos al natural. Madrid: Impr. M. Galiano. 1863.
- El pedestal de la estatua. Madrid: Impr. F. Martínez Gómez. 1864.
- El espíritu moderno en el mundo. La Democracia. Madrid. 1865.
- Explicaciones: la libertad. La Democracia. Madrid. 1865.
- Fundamentos. Los derechos del hombre y la democracia. La Democracia. Madrid. 1865.
- Historias (Contra los neos, acaparadores de la salvación). La Democracia. Madrid. 1865.
- Historias (Contra los neos, oligarcas teocráticos). La Democracia. Madrid. 1865.
- Historias (El progreso: controversia con «El Pensamiento Español»). La Democracia. Madrid. 1865.
- Historias (La Libertad controversia con los neos). La Democracia. Madrid. 1865.
- Historias (Los neocatólicos, fariseos y teocratas). La Democracia. Madrid. 1865.
- Historias (Los neocatólicos son ateos). La Democracia. Madrid. 1865.
- Historias (Resumen de cargos contra el neocatolicismo, secta política). La Democracia. Madrid. 1865.
- Historia. Verdadera y fiel exposición de los principios cristianos contra el falso catolicismo que nos devora. Madrid. 1865.
- Influencias y protesta neo-católicas. Madrid. 1865.
- La influencia neocatólica. La Democracia. Madrid. 1865.
- Los moderados: la libertad. La Democracia. Madrid. 1865.
- Los moderados: la prohibición de la libertad. La Democracia. Madrid. 1865.
- Poesía al Tajo. Lisboa: Typ. FrancoPortugueza. 1867.
- El Evangelio del pueblo. Contiene: El Feudalismo, No más señoríos, No más esclavitud. Madrid: Impr. Galiano. 1868a.
- Teoria del infierno ó La ley de la vida. Imprenta de Manuel Galiano. 1868b.
- Cartas a Su Santidad Pío Nono, precedidas de una carta que desde el otro mundo envían a S.S. los masones Monti y Togneti. Esta obra fue prohibida por el Obispo de Osma el 9 de abril de 1870. Madrid. 1869.
- Cartilla política dedicada al ilustrísimo señor doctor D. Pedro Lagüero y Menezo, Obispo de Osma. Obra prohibida por el Obispo de Osma el 16 de julio de 1869. Madrid. 1869.
- Cartilla religiosa. Madrid. 1869.
- Conversaciones con el pueblo español. Barcelona: Est. Tipográfico-editorial de Manero. 1869.
- Dios salve al país!, Dios salve al rey!: manifiesto a los sres. diputados (4ª edición). 1869.
- El Evangelio del pueblo. Contiene: Cargas de la justicia. Forma republicana. Veamos lo que hacemos. Madrid: M. Galiano. 1869.
- La Federación española. Madrid: José María Faquineto. 1869.
- Reto del ciudadano Roque Barcia a D. Salustiano Olózaga. Madrid. 22 de abril.
- Carta al duque de Aosta. Barcelona: López. 1870.
- Dos cartas: Una al Duque de Aosta y otra a su señora, por Carlotta, viuda de Maximiliano. Palma. 1870.
- El Papado ante Jesucristo. La segunda parte se intitula: Otro emplazamiento papal. Madrid, 1870. Madrid. 1870.
- El testamento de los Reyes. Madrid. 1870.
- Historia de las Germanías de Valencia. Madrid. 1870.
- La revolución por dentro. Madrid. 1870.
- Manifiesto a la Nación. Madrid. 1870.
- Defensa. Mahón: Tip de Fábregas, Hnos. 1871.
- Abolición de la pena de muerte. El nuevo Catón. Ejercicios de lectura. Exposición dirigida a las Cortes contra la infame pena del garrote vil. Madrid: Impr. de Minuesa. 1872.
- Confesiones. Madrid. 1872.
- Formación de la lengua española derivada de la formación natural racional e histórica del idioma humano. Madrid: Vda. e Hijos de M. Álvarez. 1872.
- La ley natural o el premio y el castigo. Madrid. 1872.
- Quieres oír pueblo?, o la cabeza de Barba Azul. Madrid. 1872.
- Prólogo del primer Diccionario general etimológico de la lengua castellana. París: Tip. de A. Lahure. 1878.
- Primer diccionario general etimológico de la lengua española. 5 vols. Madrid. 1880-1883.
- Diccionario general etimológico. cinco vols. en cuarto. Barcelona: V. Seix. 1880.
- Catón político. Con un prólogo de Emilio Castelar. Reimpreso en 1856. Madrid. 1884.
- Cuestión Pontificia. reimmpresa ese mismo año dos veces y en 1868, 1885. 1885.
- El Evangelio del pueblo. Madrid. 1885.
- Carta sobre el asesinato de D. Juan Prim. Barcelona. 1886.
- Sinónimos castellanos. Edic. póstuma corregida y aumentada considerablemente por su autor. Madrid: José M. Faquineto. 1890.
- Diccionario de sinónimos. edición facsímil. México: Oasis 1983. 1910.
- Diccionario de la lengua castellana. París: Librería de la viuda de Charles Bouret. 1927. Parece ser una reimpresión del Nuevo diccionario (1853).